# Trofeo Alfredo Binda-Comune di Cittiglio 2019
La 44.ª edición del Trofeo Alfredo Binda-Comune di Cittiglio se celebró el 24 de marzo de 2019 sobre un recorrido de 131,1 km con inicio en Taino y final en la ciudad de Cittiglio en Italia.
La carrera hizo parte del UCI WorldTour Femenino 2019 como competencia de categoría 1.WWT del calendario ciclístico de máximo nivel mundial siendo la tercera carrera de dicho circuito y fue ganada por la ciclista neerlandesa Marianne Vos del equipo CCC-Liv. El podio lo completaron la australiana Amanda Spratt del equipo Mitchelton-Scott y la danesa Cecilie Uttrup Ludwig del equipo Bigla.

## Equipos
Tomaron parte en la carrera un total de 22 equipos invitados por la organización, todos ellos de categoría UCI Team Femenino, quienes conformaron un pelotón de 129 ciclistas y de estas terminaron 58. Los equipos participantes son:
| Equipos femeninos (22)- Alé Cipollini - Aromitalia Vaiano - Astana Women's - BePink - Bigla - Boels Dolmans - BTC City Ljubljana - Canyon-SRAM Racing - CCC-Liv - Eurotarget-Bianchi-Vitasana - FDJ-Nouvelle Aquitaine-Futuroscope - Mitchelton-Scott - Movistar Team - Parkhotel Valkenburg-Destil - Servetto-Piumate-Beltrami TSA - Sunweb Women - Tibco-Silicon Valley Bank - Top Girls Fassa Bortolo - Trek-Segafredo - Valcar Cylance - Virtu Cycling Women - WNT-Rotor Pro Cycling |
| |

## Clasificaciones finales
Las clasificaciones finalizaron de la siguiente forma:

### Clasificación general
| \| Clasificación general \| Clasificación general \| Clasificación general \| Clasificación general \| Clasificación general \| \| Ciclista \| Ciclista \| Equipo \| Tiempo \| \| \| --------------------- \| --------------------- \| ---------------------------------- \| --------------------- \| --------------------- \| \| 1.ª \| Marianne Vos \| CCC-Liv \| 3 h 27 min 03 s \| \| \| 2.ª \| Amanda Spratt \| Mitchelton-Scott \| + 0 s \| \| \| 3.ª \| Cecilie Uttrup Ludwig \| Bigla \| + 0 s \| \| \| 4.ª \| Anastasia Chursina \| BTC City Ljubljana \| + 0 s \| \| \| 5.ª \| Elena Cecchini \| Canyon-SRAM Racing \| + 1 s \| \| \| 6.ª \| Katarzyna Niewiadoma \| Canyon-SRAM Racing \| + 1 s \| \| \| 7.ª \| Emilia Fahlin \| FDJ-Nouvelle Aquitaine-Futuroscope \| + 1 s \| \| \| 8.ª \| Coryn Rivera \| Sunweb \| + 1 s \| \| \| 9.ª \| Soraya Paladin \| Alé Cipollini \| + 1 s \| \| \| 10.ª \| Erica Magnaldi \| WNT-Rotor Pro Cycling \| + 1 s \| \| |                       |                                    |                 |
| |                       |                                    |                 |
| Fuente: ProCyclingStats |                       |                                    |                 |
| Clasificación general |                       |                                    |                 |
| Ciclista | Ciclista              | Equipo                             | Tiempo          |
| 1.ª | Marianne Vos          | CCC-Liv                            | 3 h 27 min 03 s |
| 2.ª | Amanda Spratt         | Mitchelton-Scott                   | + 0 s           |
| 3.ª | Cecilie Uttrup Ludwig | Bigla                              | + 0 s           |
| 4.ª | Anastasia Chursina    | BTC City Ljubljana                 | + 0 s           |
| 5.ª | Elena Cecchini        | Canyon-SRAM Racing                 | + 1 s           |
| 6.ª | Katarzyna Niewiadoma  | Canyon-SRAM Racing                 | + 1 s           |
| 7.ª | Emilia Fahlin         | FDJ-Nouvelle Aquitaine-Futuroscope | + 1 s           |
| 8.ª | Coryn Rivera          | Sunweb                             | + 1 s           |
| 9.ª | Soraya Paladin        | Alé Cipollini                      | + 1 s           |
| 10.ª | Erica Magnaldi        | WNT-Rotor Pro Cycling              | + 1 s           |

## Ciclistas participantes y posiciones finales
Convenciones:
- AB-N: Abandono en la etapa "N"
- FLT-N: Retiro por llegada fuera del límite de tiempo en la etapa "N"
- NTS-N: No tomó la salida para la etapa "N"
- DES-N: Descalificado o expulsado en la etapa "N"

## UCI WorldTour Femenino
El Trofeo Alfredo Binda-Comune di Cittiglio otorgó puntos para el UCI WorldTour Femenino 2019 y el UCI World Ranking Femenino, incluyendo a todas las corredoras de los equipos en las categorías UCI Team Femenino. Las siguientes tablas muestran el baremo de puntuación y las 10 corredoras que obtuvieron más puntos:
| Posición   | 1.ª | 2.ª | 3.ª | 4.ª | 5.ª | 6.ª | 7.ª | 8.ª | 9.ª | 10.ª | 11.ª | 12.ª | 13.ª | 14.ª | 15.ª | 16.ª-30.ª | 31.ª-40.ª |
| Puntuación | 200 | 150 | 125 | 100 | 85  | 70  | 60  | 50  | 40  | 35   | 30   | 25   | 20   | 15   | 10   | 5         | 3         |

| Clasificación |                       |                                    |        |
| Posición      | Ciclista              | Equipo                             | Puntos |
| ------------- | --------------------- | ---------------------------------- | ------ |
| 1.ª           | Marianne Vos          | CCC-Liv                            | 200    |
| 2.ª           | Amanda Spratt         | Mitchelton-Scott                   | 150    |
| 3.ª           | Cecilie Uttrup Ludwig | Bigla                              | 125    |
| 4.ª           | Anastasiia Iakovenko  | BTC City Ljubljana                 | 100    |
| 5.ª           | Elena Cecchini        | Canyon SRAM Racing                 | 85     |
| 6.ª           | Katarzyna Niewiadoma  | Canyon SRAM Racing                 | 70     |
| 7.ª           | Emilia Fahlin         | FDJ Nouvelle Aquitaine Futuroscope | 60     |
| 8.ª           | Coryn Rivera          | Sunweb                             | 50     |
| 9.ª           | Soraya Paladin        | Alé Cipollini                      | 40     |
| 10.ª          | Erica Magnaldi        | WNT-Rotor                          | 35     |